# Jižní region (Brazílie)
Jižní region je územní jednotka Brazílie zabírající 6,8% jejího území, v roce 2009 zde žilo 14,74 % veškerého brazilského obyvatelstva. Je složen ze států Paraná, Rio Grande do Sul a Santa Catarina a sousedí s Uruguayí, Paraguayí a Argentinou. V rámci Brazílie patří region mezi ty hustěji osídlené, hustota zalidnění dosahuje hodnoty 51,9 obyv./km².
Brazilské regiony představují 5 uskupení jednotlivých brazilských států a federálního distriktu, ze kterých se skládá Brazilská republika. Území jsou seskupena podle geografické blízkosti a obdobným přírodním podmínkám. Regiony byly vytvořeny Brazilským institutem pro geografii a statistiku (portugalsky Instituto Brasileiro de Geografia e Estatística, zkratka IBGE) za účelem rozdělit rozlehlé brazilské území do několika oblastí. Regiony nedisponují žádnou politickou mocí či autonomií.